# Phillips (wkręt)

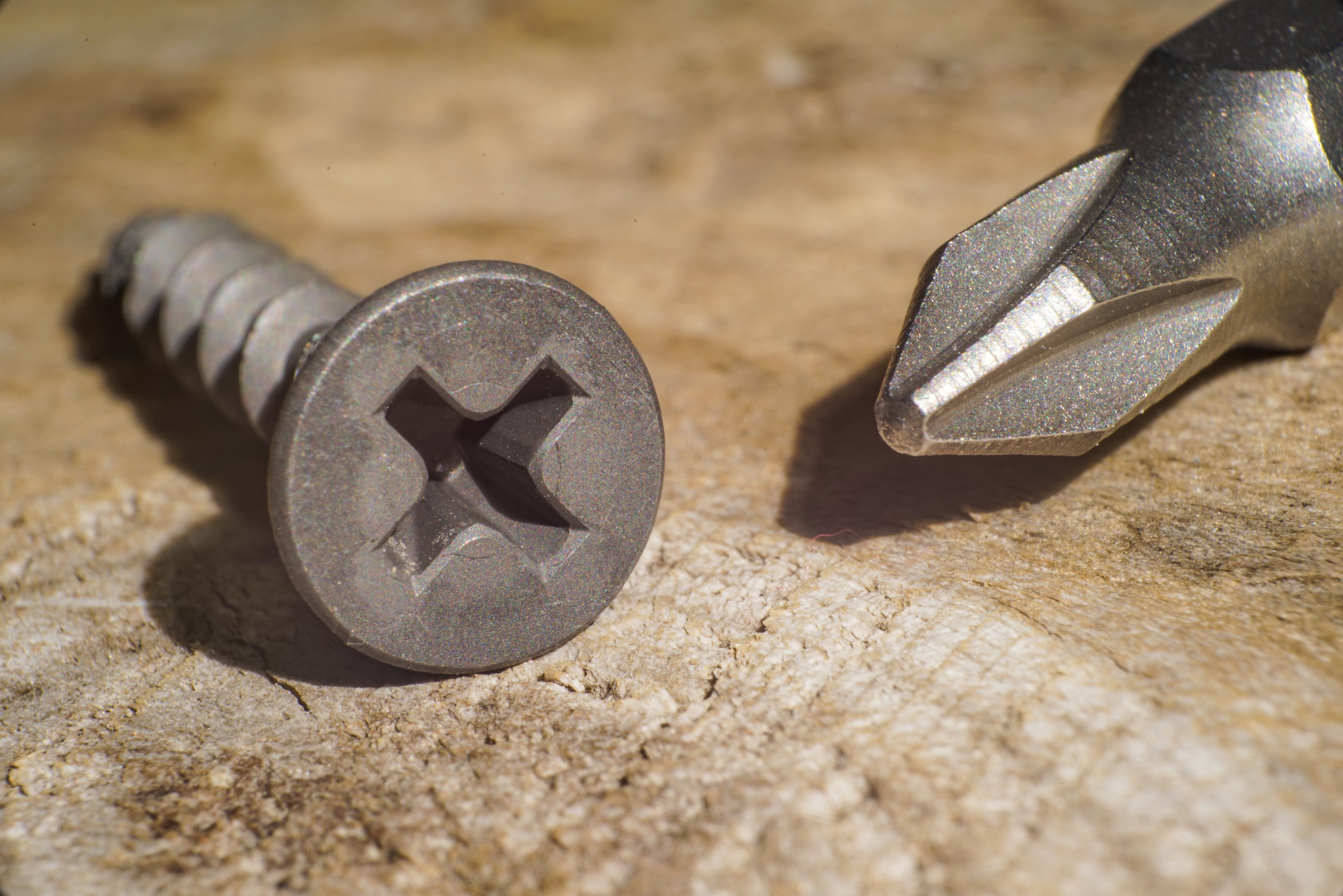
Łeb wkręta i końcówka wkrętaka typu Phillips

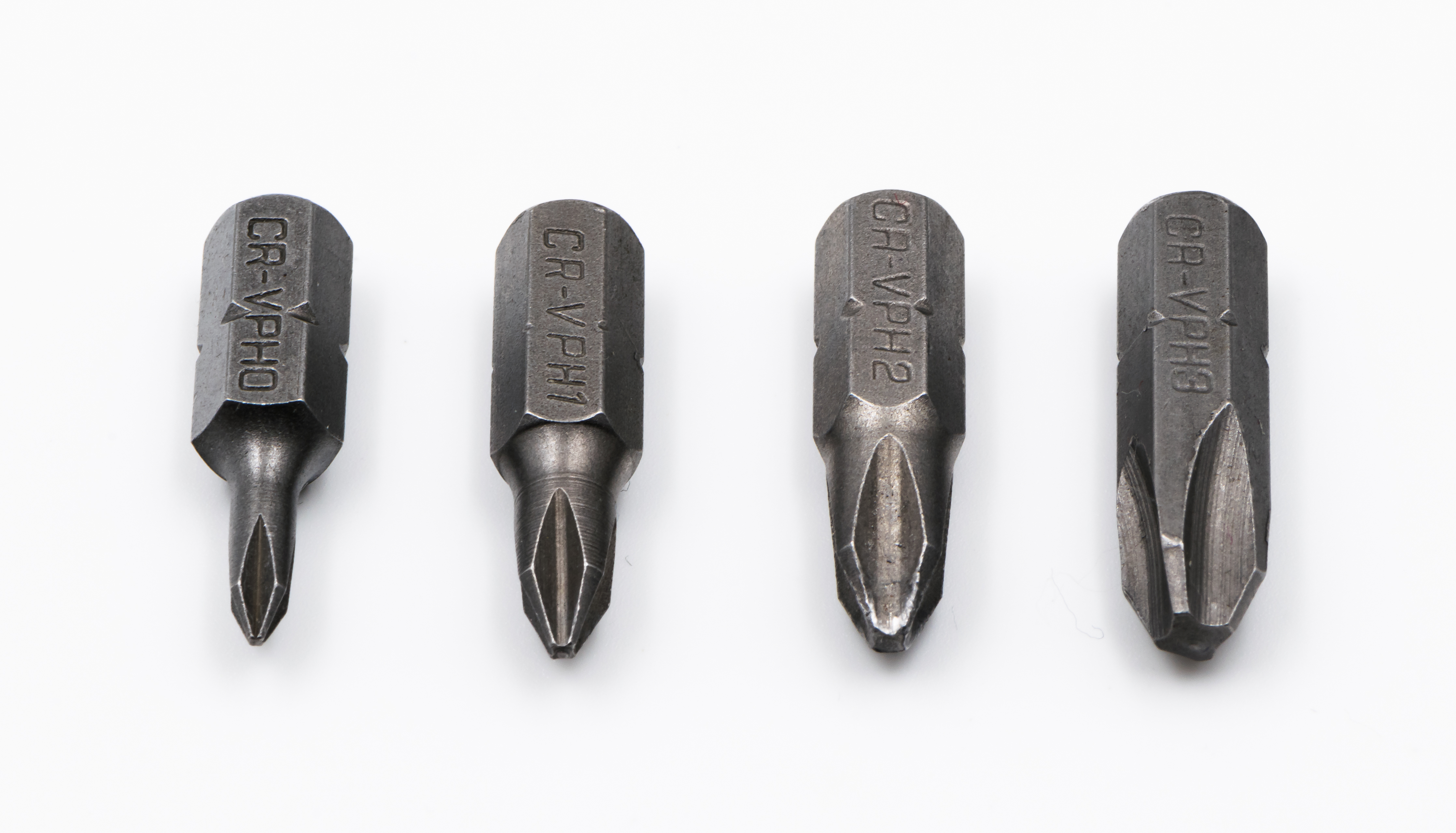
Bity Phillips

Phillips − typ grotu wkrętaka z nacięciem krzyżowym, z lekko skośnymi krawędziami oraz takie samo krzyżowe wgłębienie (nacięcie) na łbie wkręta. Kształt grota oraz nacięcia ustandaryzowany i oznaczany skrótem PH. Rodzaje nacięć z typowym zakresem stosowanych średnic łączników to m.in.: PH0000 - PH0 ≤ 2 mm, PH1  2-3 mm, PH2  3,5-5 mm, PH3 - PH5 ≥ 6 mm. Krawędzie wkrętaka i wgłębienie krzyżowe mają ścianki lekko zbieżne, przez co ściśle do siebie przylegają. Wkrętaki Phillips pasują do wkrętów Pozidriv z uwagi na zachowanie częściowej kompatybilności wstecznej, jednak nie jest to działanie zalecane, ponieważ groty Phillips ze względu na swoją konstrukcję oraz niepełne dopasowanie powierzchni współpracujących mają tendencję do wyślizgiwania się i uszkodzenia nacięcia krzyżowego lub narzędzia. Natomiast wkrętaki Pozidriv nie pasują do wkrętów Philips (bardzo łatwo dochodzi do efektu cam-out oraz do zniszczenia wkręta, a czasem narzędzia). Z tego powodu zaleca się używanie właściwych wkrętaków do stosowanych wkrętów, jak również odpowiednich rozmiarów wkrętaków.

## Historia
Już w pierwszej połowie XX wieku producenci wyrobów masowych zmagali się z problemami wynikającymi ze stosowania wkrętów z nacięciem prostym. Pozycjonowanie wkrętaków i wkrętów było czasochłonne, wypadające z wgłębień narzędzia uszkadzały wkręty i kaleczyły powierzchnie montowanych elementów. Opracowanie nowego typu łba było koniecznością.
W roku 1933 Amerykanin John P. Thompson uzyskał patent na wgłębienie o kształcie krzyża. Miało ono własności samocentrujące, co ułatwiało zestawienie narzędzia i wkręta oraz zapobiegało wypadaniu wkrętaka podczas montażu. Rozwiązanie było jednak dość trudne technologicznie na tamte czasy. Thompson zaproponował swój patent kilku producentom wkrętów, ale wszyscy twierdzili, że jest ono niewykonalne – naprężenia powstające przy wykonywaniu wgłębienia zniszczą łeb wkręta. Zainteresowanie wykazał dopiero pewien znajomy Thompsona – Henry F. Phillips, który natychmiast założył firmę Phillips Screw Company, namówił do współpracy największego producenta śrub w Ameryce – American Screw Company i odkupił prawa patentowe od Thompsona.
Phillips dokonał kilku zmian w koncepcji Thompsona, zaś prezes American Screw Company zapowiedział, że zwolni każdego, kto uważa, że takiego wkręta nie da się wyprodukować. Dopiero po tych konstrukcyjno-organizacyjnych zmianach w roku 1936 pojawił się wkręt systemu Phillips.
Nowy typ wgłębienia przyjął się bardzo szybko z powodu swoich niewątpliwych zalet. W ciągu kilku lat przyjęty został przez niemal wszystkich producentów śrub w Ameryce oraz rozprzestrzenił się na cały świat.